# 1680-е годы
1680-е (ты́сяча шестьсо́т восьмидеся́тые) го́ды по григорианскому календарю — промежуток времени с 1 января 1680 года по 31 декабря 1689 года, включающий 1680 год 8-го десятилетия   и с 1681 по 1689 годы    9-го десятилетия XVII века 2-го тысячелетия.  Они закончились 336 лет назад.

## Важнейшие события
- Восстание пуэбло против испанских колонизаторов (1680)[1][2]. Луизиана присоединена к Франции (1682; Кавелье де Ла Саль).
- Страсбург аннексирован Францией (1681). Лангедокский канал между Средиземным морем и Атлантическим океаном открыт (1681). Эдикт Фонтенбло (1685) вынудил протестантов к бегству из Франции. Потсдамский эдикт в Пруссии (1685).
- Деканские войны (1681—1707) маратхов с Империей Великих Моголов.
- Местничество отменено Земским Собором (1682). Стрелецкий бунт (1682). Русско-цинский пограничный конфликт (1649—1689). Нерчинский договор (1689).
- Великая Турецкая война. Войны Турции с Россией (1672—1681; 1686—1700), Польшей (1683—1699) и Венецией (1684—1699). Венская битва (1683).
- Славная революция в Англии (1688). Билль о правах (1689). Война двух королей (1689—1691).
- Война Аугсбургской лиги (1688—1697) с Францией.

## Культура
- Баньян, Джон (1628—1688). «Путешествие Пилигрима в Небесную Страну» (1688).
- Джон Локк (1632—1704). «Два трактата о правлении» (1689).

### Наука и техника
- Математический анализ («Новый метод максимумов и минимумов…» — 1684; Лейбниц).
- Законы Ньютона («Математические начала натуральной философии» — 1686 , Исаак Ньютон).